# Clypeasteroida
A Clypeasteroida rend a Gnathostomata öregrendbe tartozik. A homokos tengerpartokon élnek a homokba befúródva.

## Rendszerezés
- Clypeasterina
  - Arachnoididae
  - Clypeasteridae
- Laganina
  - Fibulariidae
  - Laganidae
- Rotulina
  - Rotulidae
- Scutellina
  - Astriclypeidae
  - Dendrasteridae
  - Echinarachniidae
  - Mellitidae